# Awing (langue)
Pour les articles homonymes, voir Awing.
L’awing est une langue bantoïde des Grassfields parlée au Cameroun.

## Écriture
| Majuscules | A | B | Ch | D | E | Ɛ | Ə | F | G | Gh | I | Ɨ | J | K | ʼ | L | M | N | Ny | Ŋ | O | Ɔ | P | S | Sh | T | Ts | U | W | Y | Z |
| Minuscules | a | b | ch | d | e | ɛ | ə | f | g | gh | i | ɨ | j | k | ʼ | l | m | n | ny | ŋ | o | ɔ | p | s | sh | t | ts | u | w | y | z |

Les tons haut et moyen sont indiqués à l’aide de l’accent aigu sur la voyelle de la syllabe : par exemple ‹ á › pour /a˥/ ou /a˦/. Le ton bas est indiqué sans diacritiques sur la voyelles, par exemple ‹ a › pour /a˩/. Les tons plus complexes rares, montant et tombant, sont respectivement indiqués à l’aide de l’accent circonflexe et antiflexe : ‹ ǎ › pour /a˩˦/ ou /a˩˥/ , et ‹ â › pour /a˦˩/ ou /a˥˩/.